# Nombre de Skewes
En la teoria de nombres, el nombre de Skewes és qualsevol de diversos nombres extremadament grans utilitzats pel matemàtic sud-africà Stanley Skewes com a fita superior per al més petit nombre natural {\displaystyle x} i per això
{\displaystyle \pi (x)>li(x)}, o
{\displaystyle \pi (x)-li(x)>0},
on {\displaystyle \pi (x)} és la funció de recompte de nombres primers i {\displaystyle li(x)} és la funció logaritme integral. Aquestes fites ja han estat millorades per altres: hi ha una cruïlla a prop de {\displaystyle e^{727.95133}}, però no se sap si es tracta de la més petita.

## Els nombres de Skewes
John Edensor Littlewood, que era el supervisor d'investigació de Skewes, havia demostrat en Littlewood (1914) que no era un nombre com a tal, i de fet es va trobar que el signe de la diferència {\displaystyle \pi (x)-li(x)} canviava infinites vegades. Tota l'evidència numèrica llavors disponible semblava suggerir que {\displaystyle \pi (x)} era sempre inferior a {\displaystyle li(x)}. No va fer la demostració en Littlewood (1914), però va presentar un tal nombre {\displaystyle x} concret .
Skewes va demostrar en Skewes (1933) que, suposant que la hipòtesi de Riemann fos certa, hi ha un nombre {\displaystyle x} que viola {\displaystyle \pi (x)<li(x)}, que és
{\displaystyle e^{e^{e^{79}}}<10^{10^{10^{34}}}},
conegut també com el primer nombre de Skewes.
En Skewes (1955), sense assumir la hipòtesi de Riemann, Skewes va ser capaç de demostrar que hi ha d'haver un valor de {\displaystyle x} per sota de
{\displaystyle e^{e^{e^{e^{7.705}}}}<10^{10^{10^{964}}}},
anomenat a vegades com el segon nombre de Skewes.
La tasca de Skewes era fer la prova efectiva l'existència de Littlewood: exhibint alguna fita superior concreta per al primer canvi de signe. D'acord amb George Kreisel, això va passar en un moment en què això no es considerava obvi, ni tan sols en principi.

## Les estimacions més recents
Des de llavors, aquestes fites superiors s'han reduït considerablement mitjançant l'ús de grans càlculs amb ordinadors dels zeros de la funció zeta de Riemann.
La primera estimació per al valor real d'un punt d'encreuament va ser donada per Lehman (1966), que va mostrar que en algun punt entre 1,53 × 101.165 i 1,65 × 101.165 hi ha més de 10500 enters consecutius {\displaystyle x} amb {\displaystyle \pi (x)>li(x)}.
Sense assumir la hipòtesi de Riemann, H. J. J. te Riele (1987) va demostrar una fita superior de 7×10370.
Una estimació millor va ser 1,39822 × 10316, descoberta per Bays i Hudson (2000), que va mostrar que hi ha almenys 10153 enters consecutius en algun lloc prop d'aquest valor, on {\displaystyle \pi (x)>li(x)}, i va suggerir que probablement hi ha almenys 10311.
Chao i Plymen (2010) van donar una petita millora i correcció al resultat de les Bays i Hudson. Bays i Hudson van trobar uns valors molt més petits de {\displaystyle x}, on {\displaystyle \pi (x)} s'apropa a {\displaystyle li(x)}; encara no sembla haver estat definitivament descartat, tot i que els càlculs amb ordinadors suggereixen que és poc probable que hi hagi la possibilitat que hi hagi punts d'encreuament prop d'aquests valors.
Saouter i Demichel (2010) van trobar un interval més petit per a un encreuament, que va ser lleugerament millorat per Zegowitz (2010). La mateixa font mostra que hi ha un nombre {\displaystyle x} que viola {\displaystyle \pi (x)<li(x)} per debaix de {\displaystyle e^{727.951346801}}. L'exponent podria reduir-se a 727,951338611, suposant la hipòtesi de Riemann.
Rigorosament, Rosser i Schoenfeld (1962) van demostrar que no hi ha punts d'encreuament per sota de {\displaystyle x=} 108, i aquest límit inferior es va millorar posteriorment per Brent (1975) a 8 × 10¹⁰, per Kotnik (2008) a 10¹⁴, per Platt i Trudgian (2014) a 1,39 × 1017, i per Büthe (2015) a 1019. No hi ha cap valor {\displaystyle x} explícit que es sàpigui amb certesa de tenir la propietat {\displaystyle \pi (x)>li(x)}, encara que els càlculs amb ordinadors suggereixen alguns números explícits que són bastant probables per satisfer aquest.
Tot i que la densitat natural dels nombres enters positius per als que {\displaystyle \pi (x)>li(x)} no existeix, Wintner (1941) va demostrar que la densitat logarítmica d'aquests nombres enters positius existeix i és positiu. Rubinstein i Sarnak (1994) van demostrar que aquesta proporció és d'aproximadament 0,00000026, que és sorprenentment gran tenint en compte el lluny que un ha d'anar a buscar el primer exemple.

## La fórmula de Riemann
El matemàtic alemany Bernhard Riemann va donar una fórmula explícita per {\displaystyle \pi (x)}. Els termes més importants d'aquesta fórmula (ignorant algunes subtils preguntes de convergència) són:
{\displaystyle \pi (x)=\operatorname {li} (x)-{\frac {\operatorname {li} ({\sqrt {x}})}{2}}-\sum _{\rho }\operatorname {li} (x^{\rho })+{\text{termes menors}}}
on la suma és sobre {\displaystyle \rho } zeros de la funció zeta de Riemann. El terme d'error més gran en l'aproximació {\displaystyle \pi (x)=li(x)} (si la hipòtesi de Riemann és veritat) és {\displaystyle \mathrm {li} (x^{1/2})/2}, el que demostra que {\displaystyle \mathrm {li} (x)} és generalment més gran que {\displaystyle \pi (x)}. Els altres termes superiors són una mica més petits i, a més, tendeixen a tenir diferents arguments complexos, així que la majoria s'anul·len.
Però de tant en tant, però, molts dels més grans podrien passar a tenir més o menys el mateix argument complex, en el qual es reforcen entre si en lloc de cancel·lar-se i aclaparar al terme {\displaystyle \mathrm {li} (x^{1/2})/2}. La raó per la qual el nombre de Skewes és tan gran és que aquests termes més petits són molt més petits que el termes d'error més importants, sobretot perquè el primer complex zero de la funció zeta té absolutament una gran part imaginària, de manera que una gran quantitat (diversos centenars) d'ells necessiten tenir més o menys el mateix argument per tal de saturar el terme dominant.
La probabilitat que {\displaystyle N} nombres complexos aleatoris tinguin més o menys el mateix argument és d'1 a 2N. Això explica per què {\displaystyle \pi (x)} és de vegades més gran que {\displaystyle \mathrm {li} (x)}, i també per què és rar que això passi. També mostra per què la recerca de llocs on això succeeix depèn de càlculs d'alta precisió a gran escala de milions de zeros de la funció zeta de Riemann. L'argument anterior no és una prova, ja que assumeix que els zeros de la funció zeta de Riemann són aleatoris, que no és cert.
En termes generals, la prova de Littlewood consisteix en el teorema d'aproximació de Dirichlet per mostrar que de vegades molts termes tenen aproximadament el mateix argument. En el cas que la hipòtesi de Riemann sigui falsa, l'argument és molt més simple, essencialment pel fet que el termes {\displaystyle \mathrm {li} (x^{\rho })} per zeros que violin la hipòtesi de Riemann (amb part real més gran que 1/2) són finalment més grans que {\displaystyle \mathrm {li} (x^{1/2})}. La raó de l'expressió {\displaystyle \mathrm {li} (x^{1/2})/2} és que, en termes generals, {\displaystyle \mathrm {li} (x)} compta els nombres no primers, però el poder dels {\displaystyle p^{n}} primers pondera per sobre de {\displaystyle 1/n} i {\displaystyle \mathrm {li} (x^{1/2})/2}, i és una espècie de terme de correcció que arriba de les arrels cuadrades dels nombres primers.